# Ŷ
De Ŷ (onderkast: ŷ) is een in het Latijns alfabet voorkomende letter. De letter wordt gevormd door het karakter Y met een daarboven geplaatste circumflex.
In het Welsh staat de Ŷ, evenals alle andere karakters met een circumflex, voor een lange Y.
De Ŷ wordt daarnaast ook in het Tupí gebruikt; daar geeft de letter een klank weer die vergelijkbaar is met de normale Y, doch sneller uitgesproken wordt, hetgeen resulteert in een halfklinker, vergelijkbaar met twee andere met een circumflex uitgeruste letters uit het Tupí-alfabet, te weten de Î en de Ŵ.  

## Weergave op de computer
- In Unicode vindt men de Ŷ onder de codes U+0176 (hoofdletter) en U+0177 (onderkast).
- In TeX worden de Ŷ en ŷ weergeven door respectievelijk \^Y en \^y te gebruiken.